# Alessandro Fedeli
Alessandro Fedeli (Negrar, 2 de março de 1996) é um ciclista italiano, membro da equipa NIPPO DELKO One Provence.

## Palmarés
2017
- 1 etapa do Giro do Vale de Aosta

2018
- Troféu Edil C[1]
- Gran Premio della Liberazione
- 1 etapa do Giro do Vale de Aosta

2019
- 1 etapa do Tour de Ruanda
- 1 etapa da CRO Race